# Sveti Nikola (otok kod Poreča)
Sveti Nikola je nenaseljeni otočić jugozapadno od središta Poreča, od kojega je udaljen samo 400 metara. 
Površina otoka je 0,124 km2, duljina obalne crte 2,11 km, a visina oko 26 metara.
U Državnom programu zaštite i korištenja malih, povremeno nastanjenih i nenastanjenih otoka i okolnog mora Ministarstva regionalnoga razvoja i fondova Europske unije, svrstan je pod otočiće. IOO je 1103 i pripada Gradu Poreču.
Godine 2019., na otok je smješten odmarališni objekt. Izgrađeno je "bajkovito selo za vilenjake" imena Istrian Fantasy Forest. Čine ga instalacija sastoji od kućica na drveću te onih zakopanih u tlu koje sliče na kućice iz mitskih hobita, koji su omiljeno mjesto za zabavu djece.

## Vanjske poveznice
|  | Zajednički poslužitelj ima još gradiva o temi Sveti Nikola (otok kod Poreča) |